# Granville Stanley Hall
Granville Stanley Hall (Ashfield, Massachusetts, 1844. február 1. – Worcester, Massachusetts, 1924. április 24.) amerikai pedagógus, filozófus, pszichológus. Az amerikai pszichológia történetének meghatározó alakja. Érdeklődésének középpontjában a gyermekkori fejlődés és az evolúciós elmélet állt. Hall volt az Amerikai Pszichológiai Társaság (APA) valamint a Clark Egyetem első elnöke.

## Életútja
Ashfieldben született, Massachusetts államban. 1867-ben szerzett diplomát a Williams Egyetemen, majd a New York-i Teológiai Szemináriumon folytatta tanulmányait. Wilhelm Wundt, a Fiziológiai pszichológia alapelvei című könyvének hatására pszichológiából szerzett doktori fokozatot a Harvard Egyetemen, ezután pedig Wundt lipcsei laboratóriumában gyakornokoskodott.
Karrierjének kezdetén angolt és filozófiát tanított a Yellow Springs-i Antioch Egyetemen. 1882-ben (1888-ig) a Johns Hopkins Egyetem pszichológiai és pedagógiai professzorává nevezték ki. A Johns Hopkins Egyetemet tekintik az első amerikai pszichológiai laboratóriumnak. Hall szerint a gimnáziumok fő feladata a tanulók egyetemre való felkészítése lenne és szerinte kevesebb hangsúlyt kellene fektetni a hagyományos tantárgyak, mint például a latin, matematika és a történelem oktatására.
Számos pszichológiai folyóirat alapítása fűződik a nevéhez:
- American Journal of Psychology (1887)
- Journal of Genetic Psychology (1891)
- Journal of Religious Psychology (1904)
- Journal of Applied Psychology (1915).

## A pszichológia új ágazata
1887-ben megalapította az American Journal of Psychology című folyóiratot és 1892-ben az Amerikai Pszichológiai Társaság első elnökévé nevezték ki. 1889 és 1920 között a Clark Egyetem elnöke volt. Nagymértékben hozzájárult a neveléslélektan fejlődéséhez és megpróbálta megmagyarázni a serdülőkor és az oktatás kapcsolatának milyenségét. 1909-ben Sigmund Freud és Carl Jung több előadást is tartott Hall meghívásának köszönhetően.

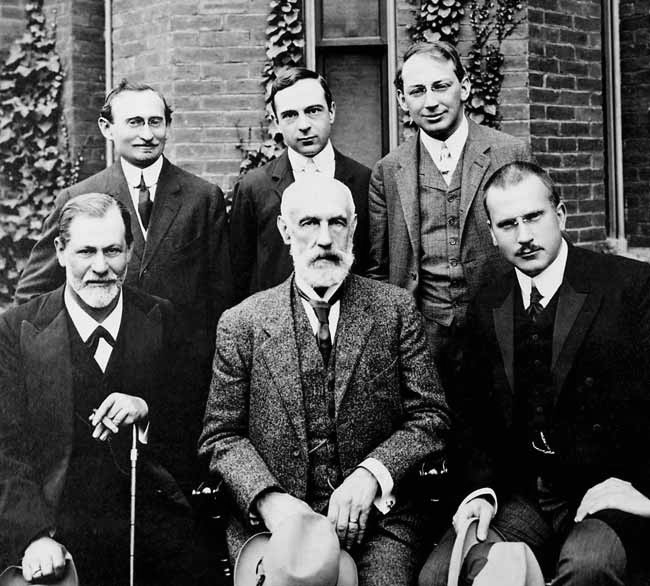
Csoportkép a Clark Egyetem előtt (1909). Az első sorban Sigmund Freud, Granville Stanley Hall, Carl Gustav Jung, mögöttük: Abraham A. Brill, Ernest Jones, Ferenczi Sándor

Charles Darwin evolúciós elmélete valamint Ernst Haeckel elmélete nagyban befolyásolták Hall karrierjét. Ezen elméletek hatására Hall vizsgálni kezdte a gyermekkori fejlődést azzal a céllal, hogy jobban megismerje a viselkedés öröklődésének mintázatait, viszont ezeket a tanulmányokat szubjektív jellegük miatt lehetetlen volt értékelni. Hall igen sokat foglalkozott ezenkívül a nők és férfiak közötti különbségek ábrázolásával, valamint a faji eugenika kérdésével is.

## Szociológiai nézetei
Hall erősen ragaszkodott a német Volk fogalmához, amely egy anti-individualista és önkényuralmi romanticizmus, melyben az egyén egyfajta transzcendentális kollektíva tagjává alakul át. Szerinte az emberek természetüknél fogva nem ösztönvezéreltek, hanem szükségük van egy karizmatikus vezetőre. Azt jósolta, hogy az amerikaiak emberi jogok és méltóság iránti hozzáállása negatív irányba fog változni, amit Atlantisz elsüllyedésével azonosított.
Hall a gyermektanulmányi mozgalom egyik alapítója volt. Tanulmányi csoportok, úgynevezett Hall Klubok léteztek szerte az országban, melyek célja Hall tanításának népszerűsítése és terjesztése volt. A nevéhez fűződik egy ún. sajátos és kivételes gyermekekről szóló tanulmány, amely egyedüli gyerekek beilleszkedési zavarait ismerteti. Hall és az összes többi kezdő pszichológus abban az időben gyakorlatilag semmit nem tudott a hiteles kutatási gyakorlatok elvégzésének módjáról. Ennek ellenére évtizedeken keresztül egyetemi oktatók és tanácsadók is Hall feltételezését hirdették, miszerint egy egyedüli gyermek nem képes ugyanolyan életminőséget elérni, mint azok, akiknek testvérük van. „Egyedüli gyermeknek lenni betegség önmagában.”- ezt állította.
Hall a kisgyermekeket civilizálatlannak minősítette és a velük való foglalkozást időpazarlásnak tekintette, a serdülőket viszont sokkal önzetlenebb jellemnek vélte. Hall szerint a középiskolák feladata, az önzetlenség eszméjének, hazaszeretetnek, odaadásnak valamint az állam és mások jóléte fontosságának megértetése a diákokkal azzal a céllal, hogy megmeneküljenek az individualizmustól, amely az amerikai kultúra haladását hátráltatja. 
Hull a német Sturm und Drang mozgalom mintájára új szókapcsolatot alkotott, „a vihar és feszültséget”, mintegy a serdülőkorra utalván. Ennek fő vonatkozásai a szülőkkel való konfliktus, hangulati zavarok és a kockázatos magatartás voltak. Egyes kutatások eredményei a szókapcsolat újragondolására és jelentésének újraértelmezésére ösztönözték a pszichológusokat, akik szerint elfogadható Hall nézete, de figyelembe kell venni az egyéni és kulturális különbségeket. Jelenleg a szakemberek nem fogadják el a „vihar és feszültség” nézetet mint egyetemeset, mivel nem minden serdülő életére jellemző ez a jelenség, viszont abban egyetértenek, hogy inkább ebben az életkorban fordul élő mint más életszakaszban.
Hall két legjelentősebb könyve az Adolescence (1904) és az Aspects of Child Life and Education (1921).

## Kötetei angol nyelven (válogatás)
- Hall, Granville Stanley. 1904. Adolescence: Its psychology and its relations to physiology, anthropology, sociology, sex, crime, religion and education. New York: Appleton
- Hall, Granville Stanley. 1911. Educational Problems. London, New York: Appleton
- Hall, Granville Stanley. 1912. Founders of Modern Psychology. New York and London: Appleton
- Hall, Granville Stanley. 1917. Jesus the Christ in the Light of Psychology. Garden City, New York: Doubleday, Page & company Hall, Granville Stanley. 1922. Senescence. London, New York: Appleton[12]

## Magyarul
- Az amerikai iskoláról; ford. Zoltán Erika; Tankönyvkiadó, Bp., 1974 (Pedagógiai források) 167 p. ISBN 963-17-0034-8